# Фёдоров, Игорь Борисович
И́горь Бори́сович Фёдоров (15 апреля 1940 года, Москва — 27 августа 2023 года) — советский и российский учёный. Педагог высшей школы. Доктор технических наук, профессор. Академик РАН (2008).
Крупный организатор высшего образования, ректор МГТУ им. Н.Э. Баумана с 1991 по 2010 год, президент МГТУ с 2010 года по 2021 год, заведующий кафедрой «Радиоэлектронные системы и устройства», академик Российской академии наук (2008), президент Ассоциации технических университетов, вице-президент Российского Союза ректоров, член Совета Союза производителей нефтегазового оборудования, заслуженный деятель науки и техники Российской Федерации, председатель экспертной комиссии РСОШ по технике и технологии. Награждён орденом «За заслуги перед Отечеством» II, III и IV степеней. Входил в Совет при Президенте Российской Федерации по науке, технологиям и образованию, ранее входил в Совет по научно-технической политике при Президенте Российской Федерации. Почётный гражданин Калуги (2001).

## Биография
Родился 15 апреля 1940 года в Москве. Мать, Мария Александровна Соколова, работала конструктором в ЦАГИ (г. Жуковский) и привила сыну интерес к технике.
В восьмом классе средней школы понял, что его жизнь будет связана с МВТУ. После окончания в 1957 году с золотой медалью московской школы № 401 поступил в МВТУ. Уже на старших курсах участвовал в научных разработках, сотрудничал в ведущих организациях страны в области радиолокации. Окончил МВТУ имени Н. Э. Баумана по специальности «Радиоэлектронные устройства» в 1963 году, получил распределение на кафедру «Радиоэлектронные системы и устройства», начинал работать инженером. В 1983—1985 и 1997—2010 годах был заведующим этой кафедрой. В 1987 году был избран деканом нового факультета «Радиоэлектроника и лазерная техника». В 1988 году утверждён Министерством высшего и среднего специального образования СССР в должности первого проректора — проректора по научной работе. 11 сентября 2001 года И. Б. Фёдорову Постановлением Калужской городской Думы № 175 присвоено звание Почётный гражданин города Калуги.
Ректор МГТУ им. Н.Э. Баумана в 1991—2010 годах. Стал первым выборным ректором с 1920-х годов.
В 1992 году возглавил Совет ректоров Москвы и Московской области. В 2001 году стал председателем Совета ректоров вузов Центрального федерального округа (более 300 вузов). В течение многих лет был вице-президентом Российского Союза ректоров. С 1994 по 2012 год был президентом Ассоциации технических университетов.
В 2003 году Игорь Борисович стал членом партии «Единая Россия».
В 2008 году избран действительным членом Российской академии наук по отделению нанотехнологий и информационных технологий.
Президент МГТУ им. Н.Э. Баумана с 16 апреля 2010 года по 2021 год. Секретарь политсовета отделения Партии «Единая Россия» в ЦАО г. Москвы.
С 2010 года — член Консультативного научного Совета Фонда «Сколково».
Действительный член Российской академии ракетных и артиллерийских наук (1996).
Скончался 27 августа 2023 года. Церемония прощания прошла в МГТУ 30 августа, отпевание — в храме Святых апостолов Петра и Павла в Лефортово.

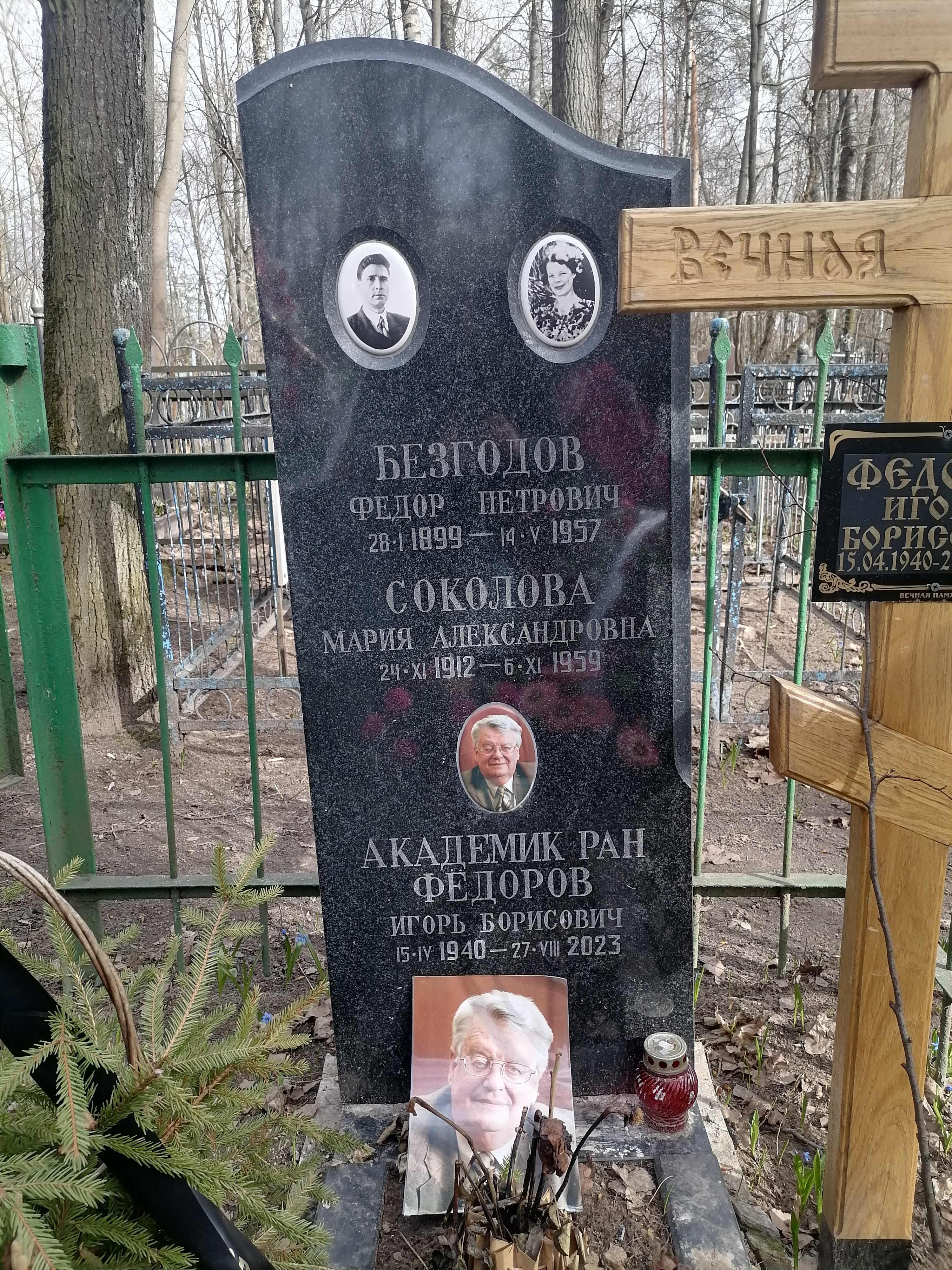
Могила И. Б. Фёдорова на Быковском кладбище

Похоронен на Быковском кладбище города Жуковский рядом с матерью (сектор 5).

## Основные научные результаты
Им лично и с его участием разработана теория и даны алгоритмы обработки радиолокационной информации, поступающей с РЛС дальнего обнаружения в условиях воздействия помех и в сложной многоцелевой обстановке. Полученные с использованием методов статистического синтеза результаты позволили существенно улучшить точностные характеристики и разрешающую способность станций загоризонтной радиолокации и многопозиционных комплексов. Разработаны методы синтеза информации от нескольких станций.
В сотрудничестве с Г. П. Слукиным и другими коллегами разрабатывались методы обнаружения метровых и декаметровых волн движущихся объектов, дистанционного гидрометеорологического радиолокационного мониторинга и оценки состояния морской поверхности, повышения эффективности работы береговых РЛС метрового диапазона, радиооптических комплексов контроля воздушного и наземного пространства, многофункциональных РЛС малой дальности и т. п.
Разработанные схемы, принципы, узлы внедрены на серийно и индивидуально выпускаемых устройствах, аппаратах и станциях.
Проведённые теоретические и экспериментальные исследования и разработанные информационные системы радиолокации позволили приступить к освоению технологий радиовидения.
Автор более 200 научных публикаций, в том числе 15 монографий и 16 авторских свидетельств. Создал научную школу в области радиолокационных систем повышенной помехозащищённости и информативности, работающих в условиях сложной геофизической обстановки, с его непосредственным участием подготовлено более 2000 радиоинженеров.

## Избранная библиография
- Фёдоров И. Б., Еркович С. П., Коршунов С. В. Высшее профессиональное образование : мировые тенденции : (социал. и филос. аспекты). — М.: МГТУ им. Н. Э. Баумана, 1998. — 367 с. — ISBN 5-7038-1328-X.
- Белов М. Л., Городничев В. А., Козинцев В. И. и др. Радиофизический мониторинг загрязнений природной среды. — М. : Аргус, 1994. — 107 с.
- Павлихин Г. П., Фёдоров И. Б. Международная деятельность МГТУ им. Н. Э. Баумана: История. Тенденции. Перспективы. — М.: МГТУ им. Н. Э. Баумана, 2000. — 175 с. — ISBN 5-7038-1669-6.
- Ректор Моск. гос. техн. ун-та им. Н. Э. Баумана, проф. И. Б. Фёдоров. Предложения к разработке программы «Совершенствование структуры и содержания инженерного образования в условиях модернизации образовательной системы» // 7 съезд Рос. союза ректоров, Москва, 5—6 дек. 2002 г. (МГУП). — М., 2002. — 14 с.
- Алёшин Н. П., Павлихин Г. П.,  Фёдоров И. Б. Академик Георгий Александрович Николаев : Страницы жизни выдающегося учёного, педагога и организатора высш. шк. — М.: МГТУ им. Н. Э. Баумана, 2002. — 119 с. — ISBN 5-7038-2095-2.
- Федоров И. Б., Балтян В. К., Колосс С. М. Проблемы кадрового обеспечения национальной технологической базы в современном мире. Зарубежные образовательные технологии на рубеже XXI века (80-е-90-е годы). Проблематика подготовки инженерно-технич. и науч. кадров для нац. технологической базы. — М.: МГТУ им. Н. Э. Баумана, 2002. — 104 с. — ISBN 5-7038-1900-8.
- Балтян В. К., Федоров И. Б. Опыт и перспективы сотрудничества отечественной высшей технической школы и промышленности в подготовке специалистов. Проблематика подготовки инженерно-технических и научных кадров для национальной технологической базы: монография. — М.: МГТУ им. Н. Э. Баумана, 2002. — 287 с. — ISBN 5-7038-1975-X.
- Федоров И. Б., Коршунов С. В.; МГТУ им. Н. Э. Баумана. О ходе разработки проектов государственных образовательных стандартов бакалавров и магистров по специальности в области инженерного образования: доклад на Координационном совете УМО и НМС, Москва, 25 марта 2004 г. — М.: МГТУ им. Н. Э. Баумана, 2004. — 33 с. — (175-летию МГТУ им. Н. Э. Баумана посвящается). — ISBN 5-7038-2494-X.
- Фёдоров И. Б.,  Павлихин Г. П . Московский государственный технический университет имени Н. Э. Баумана, 175 лет (1830—2005). — М.: МГТУ, 2005. — 351 с. — ISBN 5-7038-2704-3.
- Фёдоров И. Б. и др. Система непрерывного многоуровневого высшего профессионального образования инвалидов по слуху: монография / М-во образования и науки Рос. Федерации, Федер. агентство по образованию, Моск. гос. техн. ун-т им. Н. Э. Баумана, Владим. гос. ун-т. — М.: МГТУ им. Н. Э. Баумана, 2005. — 292 с. — ISBN 5-7038-2671-3.
- Олесеюк Е. В., Федоров И. Б. Великий подвиг. Вузы Москвы в годы Великой Отечественной войны. 1941—1945: в 3 т / Совет ректоров вузов Москвы и Московской области. — 2-е, перераб. и доп. — М.: МГТУ им. Н. Э. Баумана, 2005 . — ISBN 5-7038-2673-X.
- Федоров И. Б., Павлихин Г. П. Московский государственный технический университет имени Н. Э. Баумана. 175 лет (1830—2005). — М.: МГТУ им. Н. Э. Баумана, 2005. — 351 с. — ISBN 5-7038-2704-3.
- Аджемов А. С., Бондарев В. В., Гордиенко В. Н. и др. Подготовка и переподготовка ИТ-кадров. Проблемы и перспективы / ред. Коршунов С. В., Гузненков В. Н. — М.: Горячая линия — Телеком, 2005. — 262 с. — ISBN 5-93517-299-2.
- Фёдоров И. Б. Аналитические обзоры по основным направлениям развития высшего образования. Сравнительный анализ систем высшего профессионального образования России и Китая Вып. 10. — 2006. — 67 с.
- Фёдоров И. Б. и др. Информационные технологии в инженерном образовании / под ред. С. В. Коршунова, В. Н. Гузненкова. — М.: МГТУ им. Н. Э. Баумана, 2007. — 427 с. — ISBN 978-5-7038-3090-1.
- Федоров И. Б. Инженерное образование — состояние, проблемы, перспективы: доклад на Съезде Ассоциации технических ун-тов (МГТУ им. Н. Э. Баумана, 8 ноября 2007 г.). — М.: МГТУ им. Н. Э. Баумана, 2007. — 16 с.
- Агеева Т. И., Балдин А. В., Барышников В. А. и др. Информационная управляющая система МГТУ им. Н. Э. Баумана «Электронный университет». Концепция и реализация / ред. Федоров И. Б., Черненький В. М. — М.: МГТУ им. Н. Э. Баумана, 2009. — 374 с. — ISBN 978-5-7038-3343-8.
- Сохраняя и развивая традиции, двигаться вперёд : выступления 1991—2010 гг / И. Б. Фёдоров. — 2-е, доп.. — М.: МГТУ им. Н. Э. Баумана, 2010. — 567 с. — ISBN 978-5-7038-3414-5.
- Федоров И. Б. То, что запомнилось. Записки ректора Бауманского университета. — М.: МГТУ им. Н. Э. Баумана, 2015. — 139 с. — ISBN 978-5-7038-4153-2.

### Учебные пособия
- Фёдоров И. Б. Сборник задач по курсу «Основы радиотелеуправления» / Под ред. Д. Б. Головина ; М-во высш. и сред. спец. образования СССР. Моск. высш. техн. училище им. Н. Э. Баумана. — М., 1971. — 49 с.
- Калмыков В. В., Фёдоров И. Б., Юдачев С. С. Системы сотовой и спутниковой радиосвязи: учебное пособие для студентов высших учебных заведений, обучающихся по специальности «Радиоэлектронные системы» направления подготовки дипломированных специалистов «Радиотехника» и слушателей программ профессиональной переподготовки и повышения квалификации специалистов Российской Федерации и стран СНГ по новым направлениям развития техники и технологии / М-во образования и науки Российской Федерации, Гос. образовательное учреждение высш. проф. образования «Московский гос. технический ун-т им. Н. Э. Баумана», Базовая орг. государств-участников СНГ. — М.: Рудомино, 2010. — 278 с. — ISBN 978-5-905017-02-5.
- Васин В. А. и др. Информационные технологии в радиотехнических системах: учебное пособие для студентов высших учебных заведений, обучающихся по направлениям подготовки 210400 «Радиотехника» (бакалавр и магистр) и 210300 «Радиотехника» по специальностям 210302 «Радиотехника» и 210304 «Радиоэлектронные системы» / под ред. И. Б. Фёдорова. — 3-е, перераб. и доп. . — М.: МГТУ им. Н. Э. Баумана, 2011. — 846 с. — ISBN 978-5-7038-3409-1.
- Васин В. А., Калмыков В. В., Себекин Ю. Н. [и др.] Радиосистемы передачи информации: учебное пособие для вузов / ред. Федоров И. Б., Калмыков В. В. — 2-е, стер. — М.: Горячая линия — Телеком, 2015. — 472 с. — ISBN 978-5-9912-0506-1.
- Ахияров В. В., Нефедов С. И., Николаев А. И. и др. Радиолокационные системы : учеб. пособие для вузов / ред. Николаев А. И. — М.: МГТУ им. Н. Э. Баумана, 2016. — 349 с. — ISBN 978-5-7038-3932-4.

## Награды

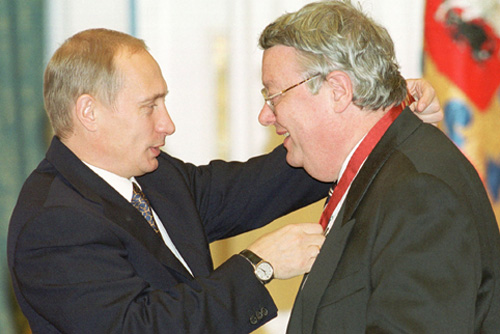
Владимир Путин и Игорь Фёдоров

- Орден «За заслуги перед Отечеством» II степени (25 ноября 2005) — за выдающийся вклад в совершенствование высшего профессионального образования и развитие науки[23]
- Орден «За заслуги перед Отечеством» III степени (17 марта 2000) — за заслуги в научной деятельности и большой вклад в подготовку высококвалифицированных кадров[24]
- Орден «За заслуги перед Отечеством» IV степени (15 апреля 2010) — за заслуги в области образования, науки и большой вклад в подготовку квалифицированных специалистов[25]
- Заслуженный деятель науки и техники Российской Федерации (1993)[26]
- Кавалер Национального ордена «За заслуги» (Франция, 2003)[26]
- Почётный радист СССР (1971)[26]
- Почётный работник высшего профессионального образования РФ (2000)[26]
- Почётный гражданин Калуги (2001)[26]
- Почётный доктор наук Университета Де Монтфорт (1994) и Университета Глиндор (2011) Великобритании[26]
- Золотая медаль имени В. Г. Шухова (2000)[26]

## Премии
- Премия Президента Российской Федерации в области образования за 1998 год[27] за разработку научных основ университетского технического образования и их реализацию в вузах России[26]
- Премия Правительства Российской Федерации за 2002 и 2008 годы в области образования[26]
- Премия Правительства Российской Федерации за 2004 год в области науки и техники[26]
- Межгосударственная премия СНГ «Звёзды Содружества» за 2009 год[28]

### Выступления, статьи, интервью
- Ректор МГТУ имени Баумана ответит по интернету на вопросы школьников.
- Встреча ректора со студентами. 10 апреля 2007 года. (Аудиозапись).
- Традиционная встреча ректора со студентами 22 ноября 2007 г. (На Фундуки.ru)
- «Нам нужны ваши мозги» // «Труд» : Газета. — 2008. — №  107.
- «Первый президент Университета» // «Бауманец» : Газета. — 2023. — №  6 (3618). — С. 4.
- Программа телеканала «Вести» «Без галстука». Интервью с ректором МГТУ имени Баумана, 5 декабря 2009 года.